# Alburnus albidus
A Déli küsz (Alburnus albidus) a sugarasúszójú halak (Actinopterygii) osztályának a pontyalakúak (Cypriniformes) rendjébe, ezen belül a pontyfélék (Cyprinidae) családjába tartozó faj.

## Előfordulása
Az (A. a. albidus) alfaj Dél-Olaszországban, síkságok csekély áramlású állóvizeiben, valamint magas oxigéntartalmú hegyi patakokban él. Az (A. a. alborella) alfaj Észak-Olaszországban a Pótól az Isonzóig, valamint Dalmáciában és Albániában honos. A déli küsz harmadik alfaja az (A. a. belvica) pedig kizárólag a  Preszpa-tóban fordul elő.

## Megjelenése
A legnagyobb példányok elérik a 11 centiméteres hosszúságot. 42-51 közepesen nagy pikkelye van az oldalvonala mentén.